# مطار ويزي
مطار ويزي (إياتا: NRN، إيكاو: EDLV) هو مطار دولي يخدم مدينة ويزي في ألمانيا. يبعد المطار عن ويزي 3.7 كلم. كان المطار عسكرياً عند إنشائه، وقد بدأ استخدام المطار كمدني سنة 2003.

## شركات الطيران
تقدم شركات الطيران التالية بتشغيل رحلات إلى مطار ويزي:
| شركـات طيـران          | الوجهات |
| ---------------------- | --- |
| العربية للطيران المغرب | مطار فاس سايس الدولي |
| Freebird Airlines      | موسمي عارض: مطار أنطاليا (تبدأ في 25 يوليو 2023)، مطار ميلاس بودروم (تبدأ في 25 يوليو 2023) |
| رايان إير              | مطار أكادير المسيرة الدولي، مطار أليكانتي، Asturias، Bari، مطار كوبنهاغن، مطار إدنبرة، مطار فارو، مطار فاس سايس الدولي، مطار جرندة كوستا برافا، مطار مالقة الدولي، مطار مراكش المنارة الدولي، مطار الناظور العروي، مطار ميورقة، مطار الرباط سلا الدولي، مطار طنجة ابن بطوطة الدولي، Thessaloniki، مطار تيرانا الدولي (تبدأ في 1 نوفمبر 2023)، مطار زغرب موسمي: Ancona، مطار أوريو أل سيريو، Béziers، Cagliari، Castellón، Chania، Corfu، Fuerteventura، مطار إيبيزا، Lanzarote، مطار وجدة أنجاد، مطار أبروتسو الدولي، مطار بورتو الدولي، Pula، Reus، Rhodes، مطار إشبيلية، مطار تينيريفي الجنوبي، مطار تراباني-بيرغي، مطار زادار |
| Sky Express            | موسمي عارض: Heraklion، Kos، Rhodes، Zakynthos |
| Tailwind Airlines      | موسمي عارض: مطار أنطاليا |

## إحصاءات

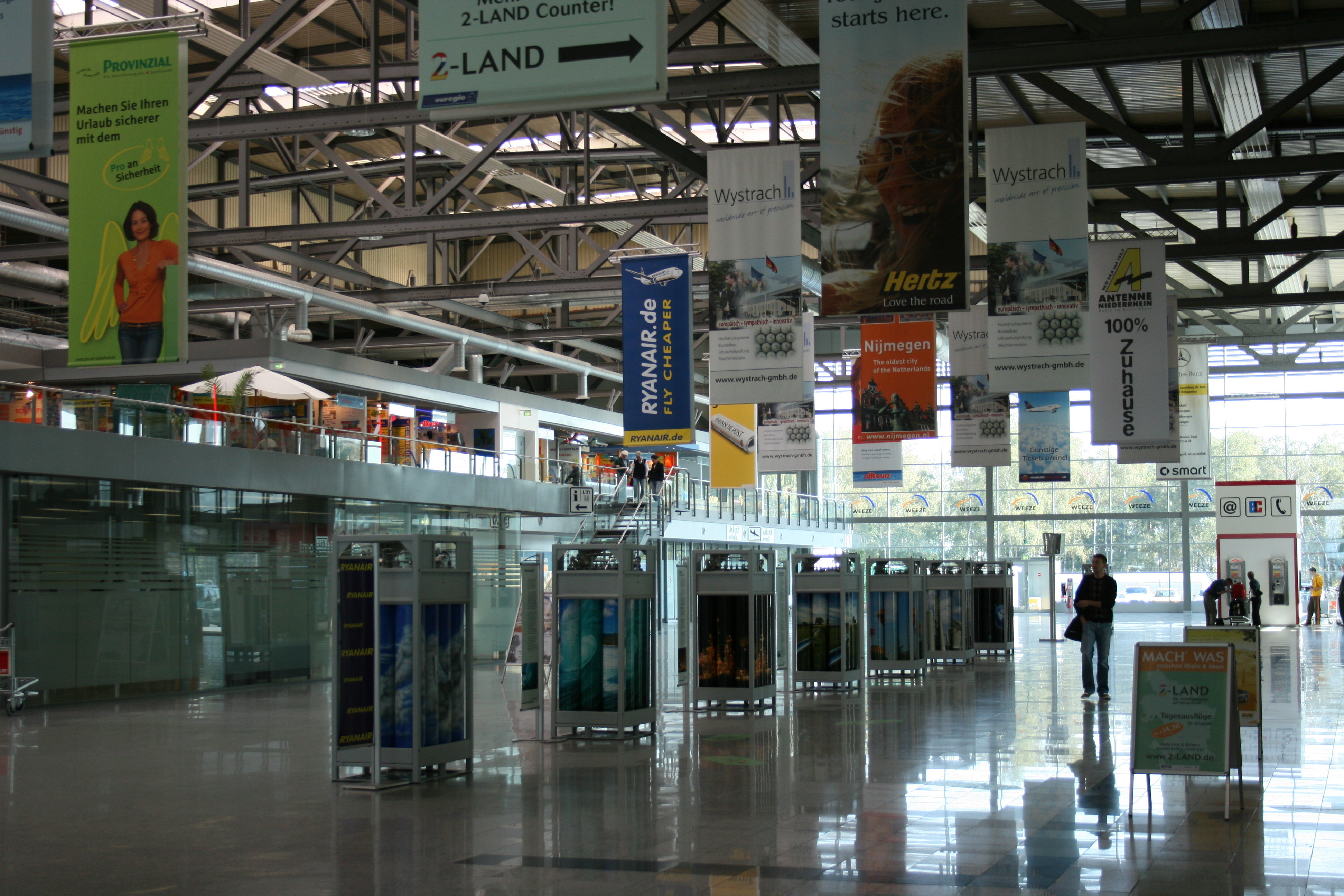
منطقة تسجيل الوصول

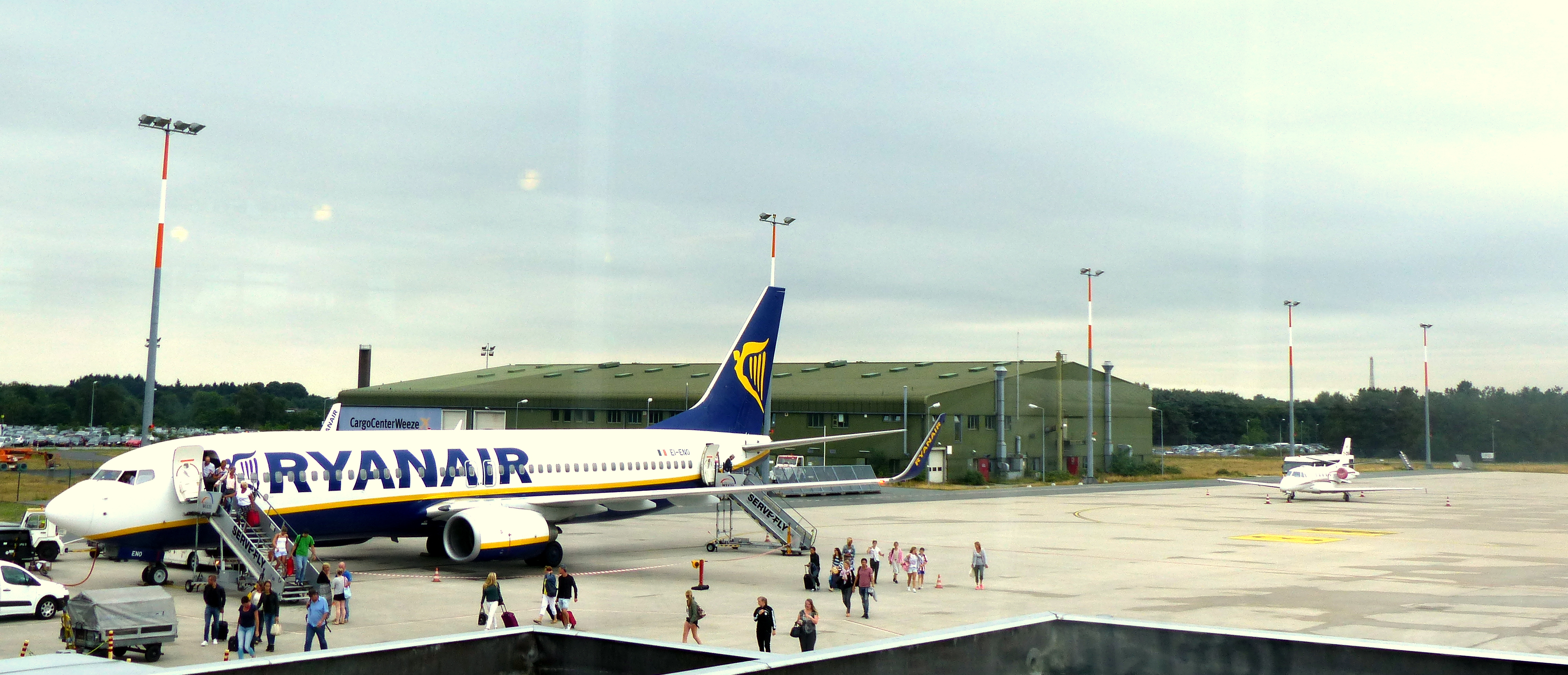
منظر المطار

شاهد source Wikidata query and sources.
| 2008        | 1,523,990   |
| 2009        | ▲ 2,402,083 |
| 2010        | ▲ 2,896,730 |
| 2011        | ▼ 2,421,108 |
| 2012        | ▼ 2,208,429 |
| 2013        | ▲ 2,487,843 |
| 2014        | ▼ 1,807,543 |
| 2015        | ▲ 1,909,704 |
| 2016        | ▼ 1,854,108 |
| 2017        | ▲ 1,885,811 |
| 2018        | ▼ 1,700,711 |
| 2019        | ▼ 1,231,100 |
| 2020        | ▼ 299,711   |
| 2021        | ▲ 587,478   |
| 2022        | ▲ 1,030,000 |
| المصدر: ADV |             |